# 15 نوفمبر
- السبت
- الأحد
- الاثنين
- الثلاثاء
- الأربعاء
- الخميس
- الجمعة

- 110 جمادى الأولى 1447  هـ
- 211 جمادى الأولى 1447  هـ
- 312 جمادى الأولى 1447  هـ
- 413 جمادى الأولى 1447  هـ
- 514 جمادى الأولى 1447  هـ
- 615 جمادى الأولى 1447  هـ
- 716 جمادى الأولى 1447  هـ
- 817 جمادى الأولى 1447  هـ
- 918 جمادى الأولى 1447  هـ
- 1019 جمادى الأولى 1447  هـ
- 1120 جمادى الأولى 1447  هـ
- 1221 جمادى الأولى 1447  هـ
- 1322 جمادى الأولى 1447  هـ
- 1423 جمادى الأولى 1447  هـ
- 1524 جمادى الأولى 1447  هـ
- 1625 جمادى الأولى 1447  هـ
- 1726 جمادى الأولى 1447  هـ
- 1827 جمادى الأولى 1447  هـ
- 1928 جمادى الأولى 1447  هـ
- 2029 جمادى الأولى 1447  هـ
- 2130 جمادى الأولى 1447  هـ
- 221 جمادى الآخرة 1447  هـ
- 232 جمادى الآخرة 1447  هـ
- 243 جمادى الآخرة 1447  هـ
- 254 جمادى الآخرة 1447  هـ
- 265 جمادى الآخرة 1447  هـ
- 276 جمادى الآخرة 1447  هـ
- 287 جمادى الآخرة 1447  هـ
- 298 جمادى الآخرة 1447  هـ
- 309 جمادى الآخرة 1447  هـ
- 110 جمادى الآخرة 1447  هـ
- 211 جمادى الآخرة 1447  هـ
- 312 جمادى الآخرة 1447  هـ
- 413 جمادى الآخرة 1447  هـ
- 514 جمادى الآخرة 1447  هـ

15 نوفمبر أو 15 تشرين الثاني أو يوم 15 \ 11 (اليوم الخامس عشر من الشهر الحادي عشر) هو اليوم التاسع عشر بعد الثلاثمائة (319) من السنة، أو العشرون بعد الثلاثمائة (320) في السنوات الكبيسة، وفقًا للتقويم الميلادي الغربي (الغريغوري). يبقى بعده 46 يومًا على انتهاء السنة.

## أحداث
- 565 - جستين الثاني يخلف عمه جستينيان الأول إمبراطورًا للإمبراطورية البيزنطية.
- 1533 - فرانثيسكو بيثارو يصل إلى قوسقو عاصمة إمبراطورية الإنكا.
- 1791 - جامعة جورجتاون تفتح أبوابها لتكون بذلك أول جامعة كاثوليكية في الولايات المتحدة.
- 1820 - أهل فاس البالي يبايعون مولاي إبراهيم بن اليزيد خارجين بذلك عن بيعة السلطان سليمان بن محمد.
- 1821 - القاجاريون يهاجمون الأناضول الشرقية ويحاصرون بغداد.
- 1889 - بداية النظام الجمهوري في البرازيل.
- 1920 - عقد أول اجتماع لعصبة الأمم في جنيف.
- 1930 - صدور القانون «رقم 49 لسنة 1930» بشأن إصلاح الأزهر، وهو الذي مهد لظهور الجامعة الأزهرية.
- 1939 - افتتاح مقبرة توت عنخ آمون للجمهور.
- 1943 - الزعيم الألماني هاينريش هيملر يأمر بوضع الغجر على نفس المستوى مع اليهود ووضعهم في معسكرات الاعتقال من أجل إبادتهم.
- 1948 - ضبط عدد من أعضاء النظام الخاص بجماعة الإخوان المسلمون في مصر أثناء قيامهم بنقل أوراق خاصة بالنظام وبعض الأسلحة والمتفجرات في سيارة جيب، فيما عرف بقضية السيارة الجيب.
- 1955 - أمين عام الحزب الحر الدستوري الجديد في تونس صالح بن يوسف يرفض حضور مؤتمر الحزب في صفاقس ويوجه اتهام لرئيس الحزب الحبيب بورقيبة بالخيانة ويدعو إلى مقاومة الفرنسيين.
- 1961 - بدء البث الرسمي لتلفزيون الكويت.
- 1969 - متظاهرون تتراوح أعدادهم بين 250000 و500000 يقومون بمظاهرة سلمية ضد حرب فيتنام في واشنطن العاصمة، وسميت المظاهرة «بالمسيرة ضد الموت».
- 1973 - عملية تبادل أسرى بين مصر وإسرائيل برعاية اللجنة الدولية للصليب الأحمر وذلك بعد نهاية معارك حرب أكتوبر.
- 1976 - قوات الردع العربية تدخل بيروت في محاولة لإيقاف الحرب الأهلية التي تفجرت في 13 أبريل 1975 بين المسلمين والمسيحيين.
- 1979 - تيد كازينسكي يضع عبوة متفجرة في عنبر الشحن من رحلة من شيكاغو، إلينوي إلى واشنطن، مما أجبر الطائرة على الهبوط الاضطراري.
- 1988 - المجلس الوطني الفلسطيني يعلن من الجزائر الاستقلال وقيام دولة فلسطين وتشكيل حكومة فلسطينية بالمنفى برئاسة ياسر عرفات.
- 2000 - تأسيس سوق أبو ظبي للأوراق المالية.
- 2001 - مايكروسوفت تعرض إكس بوكس في الأسواق.
- 2002 - انتخاب هو جينتاو أمينًا عامًا للحزب الشيوعي الصيني، ويعتبر ذلك تمهيدًا لاختياره رئيسًا لجمهورية الصين الشعبية.
- 2003 - تفجيرات إرهابية في إسطنبول بتركيا أودت بحياة عدد كبير من الضحايا.
- 2006 - قناة الجزيرة تطلق قناة إخبارية باللغة الإنجليزية تحت اسم قناة الجزيرة الإنجليزية.
- 2012 - الحزب الشيوعي الصيني ينتخب شى جين بينغ أمينًا عامًا للحزب خلفًا لهو جينتاو.
- 2012 - كتائب عز الدين القسام تستخدم صواريخ فجر 5 لأول مرة وتقصف تل أبيب خلال هذا اليوم بصاروخ فجر 5 وصاروخ M75.
- 2017 - لوحة سالفاتور مندي، لليوناردو دا فينشي، تباع في مزاد علني بمبلغ 450.3 مليون دولار، ما يجعلها في أعلى قائمة أغلى اللوحات الفنية.
- 2018 - بيع لوحة بورتريه فنان (مسبح مع شخصيتين) للرسام ديفيد هوكني بمبلغ 90.3 مليون دولار، لتصبح اللوحة الأغلى لرسام لا يزال على قيد الحياة حتى هذا التاريخ.
- 2019 - اندلاع احتجاجات شعبية عامة في إيران عقب إعلان الحكومة زيادة أسعار الوقود بنسبة 300%.
- 2020 -
  - الرئيس المؤقت لبيرو مانويل ميرينو يستقيل بعد احتجاجات واسعة أعقبت عزل الرئيس مارتن فيزكارا.
  - مايا ساندو تفوز بالانتخابات الرئاسية المولدوفية، وبذلك تصبح أول امرأة تشغل منصب الرئيس في البلاد.
- 2021 - تدمير القمر الاصطناعي كوزموس 1408 بواسطة سلاح روسي مضاد للأقمار الاصطناعية وتحوله إلى حطام فضائي.

## مواليد
- 1316 - جان الأول، ملك فرنسا.
- 1397 - نيقولا الخامس.
- 1498 - الملكة إليونورا هابسبورغ، ملكة البرتغال وفرنسا.
- 1708 - ويليام بيت الأكبر، رئيس وزراء المملكة المتحدة.
- 1738 - ويليام هيرشل، عالم بريطاني في علم الفلك.
- 1778 - جوفاني باتيستا بلزوني، مستكشف ومغامر إيطالي.
- 1852 - الخديوي توفيق، سادس حكام مصر من الأسرة العلوية.
- 1860 - ماكس فون أوبنهايم، رحالة ودبلوماسي وعالم في علم الآثار ألماني.
- 1862 - غرهارت هاوبتمان، أديب ألماني حاصل على جائزة نوبل في الأدب عام 1912.
- 1874 - أوغست كروغ، طبيب دنماركي حاصل على جائزة نوبل في الطب عام 1920.
- 1886 - ريني غينون، أديب فرنسي.
- 1889 - طه حسين، أديب وناقد ووزير مصري وملقب «بعميد الأدب العربي».
- 1891 -
  - إرفين رومل، قائد عسكري ألماني وملقب «بثعلب الصحراء».
  - أفيريل هاريمان، رجل أعمال وسياسي ودبلوماسي أمريكي.
- 1907 - كلاوس فون شتاوفنبرج، عسكري ألماني.
- 1908 - فاطمة رشدي، ممثلة مصرية.
- 1922 - محمد سلمان، مخرج وممثل لبناني.
- 1928 - فؤاد دوارة، ناقد مسرحي مصري.
- 1931 - مواي كيباكي، رئيس كينيا.
- 1932 -
  - أحمد بهجت، كاتب مصري.
  - بيتولا كلارك، مغنية إنجليزية.
- 1935 - سميرة أحمد، ممثلة مصرية.
- 1942 - دانييل بارينبويم، عازف بيانو وقائد أوركسترا أرجنتيني.
- 1943 - عبد الله الإفرنجي، دبلوماسي وسياسي فلسطيني.
- 1946 - فيصل الحجي بوخضور، سفير ووزير كويتي.
- 1947 - بيل ريتشاردسون، سياسي أمريكي.
- 1970 - باتريك مبوما، لاعب كرة قدم كاميروني.
- 1971 - غوران توفيغدزيتش، لاعب ومدرب كرة قدم صربي.
- 1973 - سدني تاميا بوايتير، ممثلة أمريكية.
- 1979 - خوسيمي، لاعب كرة قدم إسباني.
- 1981 -
  - سامي الشيخ، ممثل مصري.
  - لاميتا فرنجية، ممثلة وعارضة أزياء لبنانية.
- 1982 - محمد فراج، ممثل مصري.
- 1983 - فرناندو فيرداسكو، لاعب كرة مضرب إسباني.
- 1984 - مديحة كنيفاتي، ممثلة سورية.
- 1987 - إساياه أوسبورن، لاعب كرة قدم إنجليزي.
- 1988 - دعاء المغازي، مذيعة مصرية.
- 1991 - شيلين وودلي، ممثلة أمريكية.
- 1992 -
  - دانييلا سيغيل، لاعبة كرة مضرب تشيلية.
  - كيفين فيمر، لاعب كرة قدم نمساوي.
- 1993 - باولو ديبالا، لاعب كرة قدم أرجنتيني.
- 1995 - كارل أنتوني تاونز، لاعب كرة سلة أمريكي.

## وفيات
- 655 - بيندا، ملك مرسيا.
- 1188 - أسامة بن منقذ ، شاعر وأحد قادة المسلمين في الحروب الصليبية.
- 1280 - ألبيرتوس ماغنوس، فيلسوف وقديس ألماني.
- 1630 - يوهانس كيبلر، عالم رياضيات وفيزياء وفلكي ألماني.
- 1670 - جون آموس كومينيوس، كاتب تشيكي.
- 1706 - تسانغيانغ غياتسو، الدالاي لاما السادس.
- 1795 - شارل إيميديه فيليب فان لو، رسام فرنسي.
- 1908 - تسي شي، إمبراطورة الصين.
- 1916 - هنريك سينكيفيتش، كاتب بولندي حاصل على جائزة نوبل في الأدب عام 1905.
- 1917 - إميل دوركايم، فيلسوف فرنسي وعالم في علم الاجتماع.
- 1919 -
  - محمد فريد، أحد قادة الحركة الوطنية في مصر.
  - ألفرد فيرنر، عالم كيمياء سويسري حاصل على جائزة نوبل في الكيمياء عام 1913.
- 1922 -
  - ديميتريوس غوناريس، رئيس وزراء اليونان.
  - جورجيوس هاتزيانسيتيس، عسكري يوناني.
- 1959 - تشارلز ويلسون، عالم فيزياء اسكتلندي حاصل على جائزة نوبل في الفيزياء عام 1927.
- 1977 - راجي الراعي، ناثر وشاعر ومحامي لبناني.
- 1990 - هند أبي اللمع، ممثلة لبنانية.
- 2000 - إدواردو أنييلي ، رائد أعمال وابن جياني أنييللي رئيس نادي يوفنتوس السابق.
- 2003 - محمد شكري روائي مغربي.
- 2012 - تيوفيل أبيغا، لاعب كرة قدم كاميروني.
- 2013 - غلافكوس كليريدس، سياسي ومحام قبرصي.
- 2014 - فاليري ميزاغ، لاعب كرة قدم كاميروني.
- 2020 -
  - وليد المعلم، سياسي سوري.
  - المحجوبي أحرضان، سياسي مغربي.

## أعياد ومناسبات
- عيد الاستقلال في فلسطين.
- عيد الجمهورية في البرازيل.
- يوم بغداد.
- عيد «شيتشي غو سان» في اليابان.

## وصلات خارجية
- النيويورك تايمز: حدث في مثل هذا اليوم.
- BBC: حدث في مثل هذا اليوم.